# Sébastien Squillaci
Sébastien Squillaci (Toulon, 1980. augusztus 11. –) francia válogatott labdarúgó.

## Pályafutása

### AS Monaco
Squillaci a Sporting Toulonban kezdte a pályafutását, majd 2000-ben a Monaco megvette és kölcsönadta az AS Ajacciónak.
Miután Didier Deschamps lett az új monacói menedzser, visszatért Monacóba. 2003-ban megnyerték a Coupe de la Ligue-t, ahol az FC Sochaux-Montbéliard volt az ellenfelük, és 4-1-re nyerték meg a mérkőzést. Squillaci kezdő volt.
2003–2004-es Bajnokok Ligája negyeddöntőjében gólt rúgott a spanyol Real Madrid-nak. Az AS Monaco egészen a döntőig jutott, ahol a portugál Porto volt az ellenfelük. Ezen a mérkőzésen nem volt kezdő, csak a 72. percben lépett a pályára Gaël Givet helyére. A Porto nyert 3-0-ra Carlos Alberto (39. perc), Deco (71. perc} és Aljenicsev (75. perc} góljaival.

### Lyon
2006-ban Lyonhoz igazolt, ahol négy évre szóló szerződést írt alá. 2006. augusztus 4-én debütált a Nantes ellen a La Beaujoire-Louis-Fonteneau stadionban, és ott rúgta az első lyoni gólját a 63.percen.
A második gólját a Stade de Gerlandban  2006. november 10-én a Valenciennes ellen rúgta a 86.percben. A harmadik gólját a Lille ellen rúgta a 89.percben a Stadium Lille Métropole-ban, 2007. február 16-án.
A 2007–2008-as szezonban Touluose ellen debütált, ahol 1-0-ra vesztettek. Ebben a szezonban nem rúgott egy gólt sem, de öt sárga lapot kapott.

### Sevilla
2008. július 15-én Sevillába igazolt ahol három évre szóló szerződést írt alá. A Racing Santander ellen debütált az Estadio El Sardinero stadioban, 2008. augusztus 31-én. Eddig három sárga lapot kapott a Sevillában.

## A válogatottban
A Francia válogatottban debütált 2004-ben Bosznia és Hercegovina ellen egy barátságos mérkőzésen. Jelenleg 21 meccset játszott a francia válogatottban.

## Sikerei, díjai
AC Ajaccio
- Francia másodosztály bajnok: 2001–02

 AS Monaco
- Francia ligakupa-győztes: 2002–03
- UEFA-bajnokok ligája ezüstérmes: 2003–04

 Olympique Lyonnais
- Francia bajnok: 2006–07, 2007–08
- Francia kupagyőztes: 2007–08
- Francia szuperkupa-győztes: 2006

 Sevilla
- Spanyol kupagyőztes: 2009–10

 Arsenal
- Angol Ligakupa ezüstérmes: 2010–11

Egyéni
- Ligue 1 Az év csapata: 2003–04